# Pterocaesio lativittata
Pterocaesio lativittata är en fiskart som beskrevs av Carpenter, 1987. Pterocaesio lativittata ingår i släktet Pterocaesio och familjen Caesionidae. Inga underarter finns listade i Catalogue of Life.